# President de Croàcia
El president de Croàcia és el cap d'estat de la República de Croàcia. Croàcia és una democràcia parlamentària on el principal rol del president és el de cap de les forces armades i relacions diplomàtiques juntament amb el govern de Croàcia. El seu mandat és limitat a dues eleccions.

## Presidents de la República Socialista de Croàcia (1945-1991)
La República Socialista de Croàcia fou l'Estat socialista que formava part de la ja extinta República Federal Socialista de Iugoslàvia, predecessor de la moderna Croàcia.

### Cap delConsell Antifeixista d'Alliberament d'Alliberament Popular de Croàcia(ZAVNOH)
- Vladimir Nazor (13 de juny 1943 - 25 d'agost 1945)

### Presidents del Presidium de l'Assemblea Popular
- Vladimir Nazor (25 d'agost de 1945 - 1949)
- Karlo-Gašpar Mrazović (15 d'octubre de 1949 - 1952)
- Vicko Krstulović (1952 - febrer de 1953)

### Presidents de l'Assemblea Popular
- Zlatan Sremec (Febrer - desembre de 1953)
- Vladimir Bakarić (Desembre de 1953 - 1963)
- Ivan Krajačić (1963 - 1967)
- Jakov Blažević (1967 - abril de 1974)
- Ivo Perišin (Abril - 8 de maig de 1974)

### Presidents de la Presidència
- Jakov Blažević (8 de maig de 1974 - maig de 1982)
- Marijan Cvetković (Maig de 1982 - maig de 1983)
- Milutin Baltić (Maig de 1983 - 10 de maig de 1984)
- Jakša Petrić (10 de maig de 1984 - 10 de maig de 1985)
- Pero Car (10 de maig - 20 de novembre de 1985)
- Ema Derosi-Bjelajac (20 de novembre de 1985 - 10 de maig de 1986)
- Ante Marković (10 de maig de 1986 - maig de 1988)
- Ivo Latin (Maig de 1988 - 30 de maig de 1990)

## Presidents de la República de Croàcia (1991-Present)
|    | President                                      | President                                      | Inici del mandat       | Fi del mandat          | Partit |
| -- | ---------------------------------------------- | ---------------------------------------------- | ---------------------- | ---------------------- | ------ |
| 1. | Franjo Tuđman (1922–1999)                      | Franjo Tuđman                                  | 30 de maig de 1990     | 10 de desembre de 1999 | UDC    |
| -  | Vlatko Pavletić (President interí) (1930–2007) | Vlatko Pavletić (President interí) (1930–2007) | 26 de novembre de 1999 | 2 de febrer de 2000    | UDC    |
| -  | Zlatko Tomčić (President interí) (1945–)       | Zlatko Tomčić (President interí) (1945–)       | 2 de febrer de 2000    | 18 de febrer de 2000   | PCC    |
| 2. | Stjepan Mesić (1934–)                          | Stjepan Mesić                                  | 18 de febrer de 2000   | 18 de febrer de 2010   | PPC    |
| 3. | Ivo Josipović (1957–)                          | Ivo Josipović                                  | 18 de febrer de 2010   | 18 de febrer de 2015   | PSC    |
| 4. | Kolinda Grabar-Kitarović (1968–)               | Kolinda Grabar-Kitarović                       | 19 de febrer de 2015   | 18 de febrer de 2020   | UDC    |
| 5. | Zoran Milanović (1966–)                        | Zoran Milanović                                | 18 de febrer de 2020   |                        | SDP    |